# Niccolò Tribolo
Niccolò Tribolo ou Niccolò di Raffaello di Niccolò dei Pericoli, dit Il Tribolo ou encore Maître à la Chausse Trappe (né v. 1500, à Florence - mort le 7 septembre 1550) est un architecte, sculpteur florentin, le plus important de la période du maniérisme, celui de la cour de Cosme Ier avant Bernardo Buontalenti.

## Biographie
Niccolò Tribolo entame son apprentissage comme graveur en taille-douce, élève d'Andrea Sansovino. Dans Les Vies des meilleurs peintres, sculpteurs et architectes, Giorgio Vasari cite ses nombreuses œuvres juvéniles (statues, fontaines, etc.), qui ne sont malheureusement plus existantes ou localisables avec certitude. Il visite Venise avec Benvenuto Cellini (qui dans son autobiographie l'appelle le Tribolino) et revient à Florence en 1517 et commence réellement son activité artistique.
Commandité par Cosme Ier, il crée quelques œuvres éphémères comme les décorations pour la visite de Charles Quint à Florence en 1536. Toujours pour le Grand-duc, il est chargé d'aller à Rome pour convaincre Michel-Ange de terminer le projet des salles de la bibliothèque Laurentienne de San Lorenzo. À cette période, il reprend les projets de la chapelle funèbre d'Éléonore de Tolède et de la restructuration de la Villa de Poggio a Caiano.
La raison de sa renommée est due surtout à ses qualités d'architecte de jardin. Il a pu montrer son extraordinaire talent de créateur d'architecture verte dans les jardins des villas médicéennes de Villa Corsini a Castello, de la Villa della Petraia ou de la Villa Medicea di Castello, où il invente l'extraordinaire architecture de la Grotta degli Animali (Grotte des Animaux de 1536), décorée des sculptures de Giambologna. Outre sa beauté formelle, le jardin renferme un thème iconographique précis qui se révèle dans le choix des sculptures et des décorations selon les valeurs du schéma philosophique humaniste.
Ses résultats ont été rendus extraordinaires par les études des ingénieurs hydrauliques, avec les innovations de Piero da San Casciano. Ainsi furent réalisées les fontaines et les jeux d'eau disposés sur des différentes terrasses qui influencèrent profondément les époques suivantes et qui furent les bases du principe du jardin à l'italienne. Son chef-d'œuvre est le jardin de Boboli, avec l'amphithéâtre qui exploite la conformation scénographique naturelle de la colline. Il est sa dernière œuvre avant sa mort prématurée en 1550.

## Œuvres

### Architecture
- Villa Corsini a Castello (1540)
- Villa Medicea di Castello (1540)
- Villa Medicea La Petraia (1543)
- Giardino dei Semplici (1545)
- Villa Medicea di Poggio a Caiano (1545 - 1548)
- Bibliothèque Laurentienne (1548)
- Jardins de Boboli (1549 - 1550)
- le Ponte Rosso sur le Mugnone à Florence

### Sculpture
- Ganimede a cavallo dell'aquila, bronze, Musée national du Bargello
- Rilievi sur le portail en bronze de la basilique San Petronio, Bologne (1525–27)
- Rilievi Santuario della Santa Casa, Loreto (1530 – 1533)